# René-Victor Pilhes
René-Victor Pilhes (Paris, 1 de julho de 1934 – 7 de fevereiro de 2021) foi um romancista francês.
Começou sua vida profissional como publicitário na Air France e, com o tempo, passou a se dedicar completamente a literatura.
Ficou conhecido por seu olhar crítico da sociedade e sua maneira moralista de analisá-la. 
Seu romance mais famoso, L´imprecateur, alcançou um dos maiores sucessos editoriais na França (mais de 600 mil exemplares vendidos). Trata da história de uma filial francesa de uma multinacional americana que começa a sofrer com as intervensões de um imprecador (termo que não existia em português ou em francês até a publicação da obra), que começa a escrever e distribuir rolos com textos estranhos e a tomar atitudes que tornam a vida da empresa uma loucura. Num tom ora biográfico, ora ficcional, o livro mostra muito da realidade das grandes empresas e do funcionamento do capitalismo a nível global.
Morreu em 7 de fevereiro de 2021.

## Prêmios
- Prix Médicis (1965) - La rhubarbe[1]
- Prix Fémina (1974) - L´imprecateur[1]

## Livros
- La rhubarbe (1965)
- Le Loum (1969)
- L´imprécateur (1974) Ed. du Seuil - (O Imprecador, Trad. de Hélio Pólvora, Ed. Abril. 1981)
- La Bête (1976)
- Toute la vérité (1980)
- La Pompéi (1985)
- Les démons de la cour de Rohan (1987)
- L´Hitlérien (1988)
- La position de la médiatrice (1993)
- La Faux (1993)
- La position de Philidor (1995)
- Le Fakir (1995)
- Le Christi (1998)
- La jusquiame

## Filmografia
- La Faux (2003)
- L´imprécateur (1977)

## Artigos
- R.-V. PILHES, 1983, Il existe une concurrence un peu fantasmatique entre le jeu d'échecs et la littérature, in : Europe-Echecs, 296, Aoùt-septembre 83, p14-16.

## Textos sobre R-V Pilhes
- Antisionisme et/ou antisémitisme : L’Hitlérien de René-Victor Pilhes, in La Revue Nouvelle, 44e année, oct. 1988, pp. 91-95.